# Анна Ягеллонка (королева Польши)
А́нна Ягелло́нка (пол. Anna Jagiellonka; 18 октября 1523, Краков — 9 сентября 1596, Варшава) — дочь Сигизмунда I Старого, королева польская и великая княгиня литовская с 1575 года.

## Биография

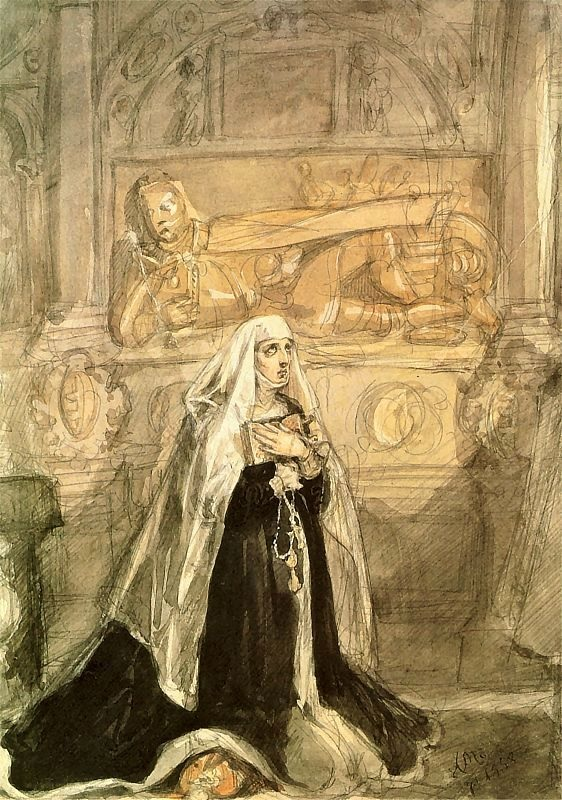
Анна Ягеллонка на фоне надгробия Стефана Батория. Картина Яна Матейко

До 1548 года Анна жила в Вавеле. В дальнейшем произошли события, в связи с которыми она сменила место проживания. Ее брат Сигизмунд Август женится на Барбаре Радзивилл. Анна плохо отнеслась к его выбору жены. Между братом и сестрой возник конфликт. Это стало причиной переезда последней в Мазовию. Впрочем, в дальнейшем Анна еще несколько раз меняла место проживания. Она жила в Вильно, Плоцке. Под ее руководством проходило воспитание Сигизмунда Вазы.
В 1573 году в Речи Посполитой состоялись первые королевские выборы, во время которых Анна Ягеллонка поддержала кандидата Эрнста Габсбурга. Однако выиграл выборы французский кандидат Генрих Валуа. Королевский секретарь Ян Замойский обязал его жениться на Анне Ягеллонке. Тем не менее, Генрих Валуа этого не сделал. На протяжении своего правления в Речи Посполитой у него были напряженные отношения с Анной. 
В 1575 году к власти в Речи Посполитой пришел Стефан Баторий. Анна Ягеллонка, в соответствии с условием избрания на престол Батория, стала его женой. Действительным правителем был её муж Стефан Баторий, а после его смерти в 1586 году племянник Сигизмунд. Таким образом, Речь Посполитую в 1575—1596 годах формально возглавляли два монарха одновременно. Во время бескоролевья Анна не осуществляла власти: страной руководил интеррекс — примас Польши, епископ гнезненский.
Отношения Анны Ягеллонки и Стефана Батория в период их брака были плохими. На момент брака Анне было 53 года. Ее считали скучной и некрасивой. Это мешало отношениям супругов. Отстранение её от государственных дел стало причиной того, что Анна стала сближаться с политическими противниками мужа.
В период бескоролевья в Речи Посполитой Анна отказалась от своих прав на корону. Во время королевских выборов в Речи Посполитой 1587 года оказала поддержку кандидату Сигизмунду Вазе. Однако во время бескоролевья она заболела, поэтому она только иногда оказывала влияние на ситуацию. 
В период правления Сигизмунда III Вазы она выступила против того, чтобы он женился на протестантской принцессе. Стремилась парализовать деятельность Габсбургов, направленную против Речи Посполитой.  
Анна Ягеллонка скончалась на 73 году жизни, 9 сентября 1596 года в Варшаве. Похоронена была в часовне Сигизмунда Краковского кафедрального собора.

## Киновоплощения
В турецком телесериале «Великолепный век» роль Анны Ягеллонки исполнила Озге Улусой.